# Тенгем (метеорит)
25°44′00″ пд. ш. 142°57′00″ сх. д. / 25.7333° пд. ш. 142.95° сх. д.
Тенгемські метеорити — це уламки більшого метеорита, що впав у 1879 році у віддаленому районі Австралії поблизу станції Тенгем на заході Квінсленда. Хоча падіння бачили багато людей, точна дата його не встановлена.  Яскраві метеори рухалися приблизно із заходу на схід. Згодом каміння було знайдено на великій території, близько 20 км завдовжки на 5 км завширшки. 
Оскільки метеорити Тенгема було знайдено досить швидко після їх падіння у місцині віддаленого сухого регіону, де не відбулося вивітрювання та інших змін, вони були неоціненними для наукового вивчення метеоритів та їх мінерального складу. Вони є прикладами хондритових метеоритів, які містять високий рівень органічних сполук і багаті силікатами, оксидами та сульфідами. Багато наукових досліджень досліджували мінералогію цих метеоритів та їхні неземні особливості.
Оскільки метеорити Тенгема демонструють ознаки деформації під високим тиском, їх використовували для висновку про хімічні та мінеральні зміни, які можуть відбутися в мантії Землі.
Рингвудит, поліморф форстериту високого тиску, названий на честь Теда Рінгвуда, був виявлений у фрагментах метеорита Тенгем.
У 2014 році група вчених Аргонської національної лабораторії вивчила зразок бриджманіту, силікатного перовскіту ( ), взятого з метеорита Tenham. Команда використовувала мікрофокусовані рентгенівські промені для дифракційного аналізу та техніку швидкого зчитування зонального детектора, щоб уникнути пошкодження зразка. Дослідження дало результати, які не спостерігалися при використанні синтетичних зразків, включаючи більшу, ніж очікувалося, присутність натрію та тривалентного заліза.